# Lista de satélites naturais do Sistema Solar
Os planetas e os planetas anões oficiais do Sistema Solar são, até onde se sabe, orbitados por 297 satélites naturais ou luas. 19 satélites do Sistema Solar são grandes o suficiente para serem arredondados devido ao efeito de sua gravidade e, portanto, seriam considerados planetas ou planetas anões se estivessem em órbita direta ao redor do Sol.

## Lista

Comparação em escala do tamanho de vários satélites naturais com a Terra. Dezenove destes são grandes o suficiente para ser esféricos, e um deles, Titã, tem uma atmosfera substancial.

Esta é uma lista dos satélites naturais conhecidos dos planetas e dos planetas anões do Sistema Solar reconhecidos pela União Astronômica Internacional. Atualmente são conhecidos 214 satélites naturais orbitando esses corpos celestes. Os 19 satélites que são grandes o suficiente adquirirem uma forma arredondada por sua própria gravidade são listados em negrito. Os sete maiores satélites, que são maiores do que qualquer um dos planetas anões conhecidos, são listados em negrito e itálico. Na tabela, o período sideral difere do semieixo maior, porque depende da massa do primário, bem como a distância do satélite a partir dele.
| Planeta             | Mercúrio | Vênus | Terra | Marte | Júpiter | Saturno | Urano | Netuno |
| ------------------- | -------- | ----- | ----- | ----- | ------- | ------- | ----- | ------ |
| Número de satélites | 0        | 0     | 1     | 2     | 95      | 146     | 27    | 14     |
| Planeta anão        | Ceres | Plutão | Haumea | Makemake | Éris |
| ------------------- | ----- | ------ | ------ | -------- | ---- |
| Número de satélites | 0     | 5      | 2      | 1        | 1    |
| Corpo menor  |
| ------------ |
| Veja a lista |
| Satélite da Terra    |                      | Satélites de Netuno |
| Satélites de Marte   | Satélites de Plutão  |                     |
| Satélites de Júpiter | Satélites de Haumea  |                     |
| Satélites de Saturno | Satélite de Makemake |                     |
| Satélites de Urano   | Satélite de Éris     |                     |

| Imagem                    | Numeral | Nome              | Raio médio (km) | Semieixo maior (km) | Período orbital (d) (r = retrógrado) | Ano da descoberta | Descoberto por                                                                  | Notas                                         | Ref(s)                    | Planeta  |
| ------------------------- | ------- | ----------------- | --------------- | ------------------- | ------------------------------------ | ----------------- | ------------------------------------------------------------------------------- | --------------------------------------------- | ------------------------- | -------- |
|                           | I       | Lua               | 1737,10         | 384 399             | 27,321582                            | Pré-história      | —                                                                               | Rotação sincronizada                          | [ 1 ]                     | Terra    |
|                           | I       | Fobos             | 11,1 ± 0,15     | 9 380               | 0,319                                | 1877              | Hall                                                                            |                                               | [ 2 ] [ 3 ] [ 4 ]         | Marte    |
|                           | II      | Deimos            | 6,2 ± 0,18      | 23 460              | 1,262                                | 1877              | Hall                                                                            |                                               | [ 2 ] [ 3 ] [ 4 ]         | Marte    |
|                           | I       | Io                | 1821,6 ± 0,5    | 421 800             | 1,769                                | 1610              | Galileu                                                                         | Satélite do grupo principal (Galileano)       | [ 4 ] [ 5 ] [ 3 ]         | Júpiter  |
|                           | II      | Europa            | 1560,7 ± 0,7    | 671 100             | 3,551                                | 1610              | Galileu                                                                         | Satélite do grupo principal (Galileano)       | [ 4 ] [ 5 ]               | Júpiter  |
|                           | III     | Ganimedes         | 2634,1 ± 0,3    | 1 070 400           | 7,155                                | 1610              | Galileu                                                                         | Satélite do grupo principal (Galileano)       | [ 4 ] [ 5 ]               | Júpiter  |
|                           | IV      | Calisto           | 2410,3 ± 1,5    | 1 882 700           | 16,69                                | 1610              | Galileu                                                                         | Satélite do grupo principal (Galileano)       | [ 4 ] [ 5 ]               | Júpiter  |
|                           | V       | Amalteia          | 83,45 ± 2,4     | 181 400             | 0,498                                | 1892              | Barnard                                                                         | Satélite interior (Amalthea)                  | [ 3 ] [ 4 ] [ 6 ]         | Júpiter  |
|                           | VI      | Himalia           | 85              | 11 461 000          | 250,56                               | 1904              | Perrine                                                                         | Prógrado irregular (Himalia)                  | [ 3 ] [ 4 ] [ 7 ]         | Júpiter  |
|                           | VII     | Elara             | 43              | 11 741 000          | 259,64                               | 1905              | Perrine                                                                         | Prógrado irregular (Himalia)                  | [ 3 ] [ 4 ] [ 8 ]         | Júpiter  |
|                           | VIII    | Pasife            | 30              | 23 624 000          | 743,63 (r)                           | 1908              | Melotte                                                                         | Retrograde irregular (Pasife)                 | [ 3 ] [ 4 ] [ 9 ]         | Júpiter  |
|                           | IX      | Sinope            | 19              | 23 939 000          | 758,90 (r)                           | 1914              | Nicholson                                                                       | Retrograde irregular (Pasife)                 | [ 3 ] [ 4 ] [ 10 ]        | Júpiter  |
|                           | X       | Lisiteia          | 18              | 11 717 000          | 259,20                               | 1938              | Nicholson                                                                       | Prógrado irregular (Himalia)                  | [ 3 ] [ 4 ] [ 11 ]        | Júpiter  |
|                           | XI      | Carme             | 23              | 23 404 000          | 734,17 (r)                           | 1938              | Nicholson                                                                       | Retrograde irregular (Carme)                  | [ 3 ] [ 4 ] [ 11 ]        | Júpiter  |
|                           | XII     | Ananke            | 14              | 21 276 000          | 629,77 (r)                           | 1951              | Nicholson                                                                       | Retrograde irregular (Ananke)                 | [ 3 ] [ 4 ] [ 12 ]        | Júpiter  |
|                           | XIII    | Leda              | 10              | 11 165 000          | 240,92                               | 1974              | Kowal                                                                           | Prógrado irregular (Himalia)                  | [ 3 ] [ 4 ] [ 13 ]        | Júpiter  |
|                           | XIV     | Tebe              | 49,3 ± 2,0      | 221 900             | 0,675                                | 1979              | Synnott (Voyager 1)                                                             | Satélite interior (Amalthea)                  | [ 3 ] [ 4 ] [ 14 ]        | Júpiter  |
|                           | XV      | Adrasteia         | 8,2 ± 2,0       | 129 000             | 0,298                                | 1979              | Jewitt, Danielson (Voyager 1)                                                   | Satélite interior (Amalthea)                  | [ 3 ] [ 4 ] [ 15 ]        | Júpiter  |
|                           | XVI     | Métis             | 21,5 ± 2,0      | 128 000             | 0,295                                | 1979              | Synnott (Voyager 1)                                                             | Satélite interior (Amalthea)                  | [ 3 ] [ 4 ] [ 16 ]        | Júpiter  |
|                           | XVII    | Caliroe           | 4,3             | 24 103 000          | 758,77 (r)                           | 2000              | Scotti, Spahr, McMillan, Larsen, Montani, Gleason, Gehrels                      | Retrograde irregular (Pasife)                 | [ 3 ] [ 4 ] [ 17 ]        | Júpiter  |
|                           | XVIII   | Temisto           | 4,0             | 7 284 000           | 130,02                               | 1975/2000         | Kowal e Roemer (original); Sheppard, Jewitt, Fernández, Magnier (rediscobridor) | Prógrado irregular (Temisto)                  | [ 3 ] [ 4 ] [ 18 ] [ 19 ] | Júpiter  |
|                           | XIX     | Megaclite         | 2,7             | 23 493 000          | 752,86 (r)                           | 2000              | Sheppard, Jewitt, Fernández, Magnier, Dahm, Evans                               | Retrógrado irregular (Pasife)                 | [ 3 ] [ 4 ] [ 20 ]        | Júpiter  |
|                           | XX      | Taigete           | 2,5             | 23 280 000          | 732,41 (r)                           | 2000              | Sheppard, Jewitt, Fernández, Magnier, Dahm, Evans                               | Retrógrado irregular (Carme)                  | [ 3 ] [ 4 ] [ 20 ]        | Júpiter  |
|                           | XXI     | Caldene           | 1,9             | 23 100 000          | 723,72 (r)                           | 2000              | Sheppard, Jewitt, Fernández, Magnier, Dahm, Evans                               | Retrógrado irregular (Carme)                  | [ 3 ] [ 4 ] [ 20 ]        | Júpiter  |
|                           | XXII    | Harpalique        | 2,2             | 20 858 000          | 623,32 (r)                           | 2000              | Sheppard, Jewitt, Fernández, Magnier, Dahm, Evans                               | Retrógrado irregular (Ananke)                 | [ 3 ] [ 4 ] [ 20 ]        | Júpiter  |
|                           | XXIII   | Calique           | 2,6             | 23 483 000          | 742,06 (r)                           | 2000              | Sheppard, Jewitt, Fernández, Magnier, Dahm, Evans                               | Retrógrado irregular (Carme)                  | [ 3 ] [ 4 ] [ 20 ]        | Júpiter  |
|                           | XXIV    | Iocasta           | 2,6             | 21 060 000          | 631,60 (r)                           | 2000              | Sheppard, Jewitt, Fernández, Magnier, Dahm, Evans                               | Retrógrado irregular (Ananke)                 | [ 3 ] [ 4 ] [ 20 ]        | Júpiter  |
|                           | XXV     | Erinome           | 1,6             | 23 196 000          | 728,46 (r)                           | 2000              | Sheppard, Jewitt, Fernández, Magnier, Dahm, Evans                               | Retrógrado irregular (Carme)                  | [ 3 ] [ 4 ] [ 20 ]        | Júpiter  |
|                           | XXVI    | Isonoe            | 1,9             | 23 155 000          | 726,23 (r)                           | 2000              | Sheppard, Jewitt, Fernández, Magnier, Dahm, Evans                               | Retrógrado irregular (Carme)                  | [ 3 ] [ 4 ] [ 20 ]        | Júpiter  |
|                           | XXVII   | Praxidique        | 3,4             | 20 908 000          | 625,39 (r)                           | 2000              | Sheppard, Jewitt, Fernández, Magnier, Dahm, Evans                               | Retrógrado irregular (Ananke)                 | [ 3 ] [ 4 ] [ 20 ]        | Júpiter  |
|                           | XXVIII  | Autonoe           | 2,0             | 24 046 000          | 760,95 (r)                           | 2001              | Sheppard, Jewitt, Kleyna                                                        | Retrógrado irregular (Pasife)                 | [ 3 ] [ 4 ] [ 21 ]        | Júpiter  |
|                           | XXIX    | Tione             | 2,0             | 20 939 000          | 627,21 (r)                           | 2001              | Sheppard, Jewitt, Kleyna                                                        | Retrógrado irregular (Ananke)                 | [ 3 ] [ 4 ] [ 21 ]        | Júpiter  |
|                           | XXX     | Hermipe           | 2,0             | 21 131 000          | 633,9 (r)                            | 2001              | Sheppard, Jewitt, Kleyna                                                        | Retrógrado irregular (Ananke?)                | [ 3 ] [ 4 ] [ 21 ]        | Júpiter  |
|                           | XXXI    | Aitne             | 1,5             | 23 229 000          | 730,18 (r)                           | 2001              | Sheppard, Jewitt, Kleyna                                                        | Retrógrado irregular (Carme)                  | [ 3 ] [ 4 ] [ 21 ]        | Júpiter  |
|                           | XXXII   | Euridome          | 1,5             | 22 865 000          | 717,33 (r)                           | 2001              | Sheppard, Jewitt, Kleyna                                                        | Retrógrado irregular (Pasife?)                | [ 3 ] [ 4 ] [ 21 ]        | Júpiter  |
|                           | XXXIII  | Euante            | 1,5             | 20 797 000          | 620,49 (r)                           | 2001              | Sheppard, Jewitt, Kleyna                                                        | Retrógrado irregular (Ananke)                 | [ 3 ] [ 4 ] [ 21 ]        | Júpiter  |
|                           | XXXIV   | Euporia           | 1,0             | 19 304 000          | 550,74 (r)                           | 2001              | Sheppard, Jewitt, Kleyna                                                        | Retrógrado irregular (Ananke)                 | [ 3 ] [ 4 ] [ 21 ]        | Júpiter  |
|                           | XXXV    | Ortósia           | 1,0             | 20 720 000          | 622,56 (r)                           | 2001              | Sheppard, Jewitt, Kleyna                                                        | Retrógrado irregular (Ananke)                 | [ 3 ] [ 4 ] [ 21 ]        | Júpiter  |
|                           | XXXVI   | Esponde           | 1,0             | 23 487 000          | 748,34 (r)                           | 2001              | Sheppard, Jewitt, Kleyna                                                        | Retrógrado irregular (Pasife)                 | [ 3 ] [ 4 ] [ 21 ]        | Júpiter  |
|                           | XXXVII  | Cale              | 1,0             | 23 217 000          | 729,47 (r)                           | 2001              | Sheppard, Jewitt, Kleyna                                                        | Retrógrado irregular (Carme)                  | [ 3 ] [ 4 ] [ 21 ]        | Júpiter  |
|                           | XXXVIII | Pasite            | 1,0             | 23 004 000          | 719,44 (r)                           | 2001              | Sheppard, Jewitt, Kleyna                                                        | Retrógrado irregular (Carme)                  | [ 3 ] [ 4 ] [ 21 ]        | Júpiter  |
|                           | XXXIX   | Hegemone          | 1,5             | 23 577 000          | 739,88 (r)                           | 2003              | Sheppard, Jewitt, Kleyna, Fernández                                             | Retrógrado irregular (Pasife)                 | [ 3 ] [ 4 ]               | Júpiter  |
|                           | XL      | Mneme             | 1,0             | 21 035 000          | 620,04 (r)                           | 2003              | Gladman, Allen                                                                  | Retrógrado irregular (Ananke)                 | [ 3 ] [ 4 ]               | Júpiter  |
|                           | XLI     | Aoede             | 2,0             | 23 980 000          | 761,50 (r)                           | 2003              | Sheppard, Jewitt, Kleyna, Fernández, Hsieh                                      | Retrógrado irregular (Pasife)                 | [ 3 ] [ 4 ]               | Júpiter  |
|                           | XLII    | Telxinoi          | 1,0             | 21 164 000          | 628,09 (r)                           | 2003              | Sheppard, Jewitt, Kleyna, Gladman, Kavelaars, Petit, Allen                      | Retrógrado irregular (Ananke)                 | [ 3 ] [ 4 ]               | Júpiter  |
|                           | XLIII   | Arque             | 1,5             | 23 355 000          | 731,95 (r)                           | 2002              | Sheppard, Meech, Hsieh, Tholen, Tonry                                           | Retrógrado irregular (Carme)                  | [ 3 ] [ 4 ] [ 21 ]        | Júpiter  |
|                           | XLIV    | Calicore          | 1,0             | 23 288 000          | 728,73 (r)                           | 2003              | Sheppard, Jewitt, Kleyna, Fernández                                             | Retrógrado irregular (Carme?)                 | [ 3 ] [ 4 ]               | Júpiter  |
|                           | XLV     | Helique           | 2,0             | 21 069 000          | 626,32 (r)                           | 2003              | Sheppard, Jewitt, Kleyna, Fernández, Hsieh                                      | Retrógrado irregular (Ananke)                 | [ 3 ] [ 4 ]               | Júpiter  |
|                           | XLVI    | Carpo             | 1,5             | 17 058 000          | 456,30                               | 2003              | Sheppard, Gladman, Kavelaars, Petit, Allen, Jewitt, Kleyna                      | Prógrado irregular (Carpo)                    | [ 3 ] [ 4 ]               | Júpiter  |
|                           | XLVII   | Euquelade         | 2,0             | 23 328 000          | 730,47 (r)                           | 2003              | Sheppard, Jewitt, Kleyna, Fernández, Hsieh                                      | Retrógrado irregular (Carme)                  | [ 3 ] [ 4 ]               | Júpiter  |
|                           | XLVIII  | Cilene            | 1,0             | 23 809 000          | 752 (r)                              | 2003              | Sheppard, Jewitt, Kleyna                                                        | Retrógrado irregular (Pasife)                 | [ 3 ] [ 4 ]               | Júpiter  |
|                           | XLIX    | Coré              | 1,0             | 24 543 000          | 779,17 (r)                           | 2003              | Sheppard, Jewitt, Kleyna                                                        | Retrógrado irregular (Pasife)                 | [ 3 ] [ 4 ]               | Júpiter  |
|                           | L       | Herse             | 1,0             | 22 983 000          | 714,51 (r)                           | 2003              | Gladman, Sheppard, Jewitt, Kleyna, Kavelaars, Petit, Allen                      | Retrógrado irregular (Carme)                  | [ 3 ] [ 4 ]               | Júpiter  |
|                           | LI      | S/2010 J 1        | 1,0             | 23 314 335          | 723,2 (r)                            | 2010              | Jacobson, Brozovic, Gladman, Alexandersen                                       | Retrógrado irregular (Pasife?)                | [ 22 ]                    | Júpiter  |
|                           | LII     | S/2010 J 2        | 0,5             | 20 307 150          | 588,1 (r)                            | 2010              | Veillet                                                                         | Retrógrado irregular (Ananke?)                | [ 22 ]                    | Júpiter  |
|                           | LIII    | Dia               | 2,0             | 12 570 000          | 287,93                               | 2001              | Sheppard, Jewitt, Kleyna, Fernández, Hsieh                                      | Prógrado irregular (Himalia?)                 | [ 22 ]                    | Júpiter  |
|                           | LIV     | S/2016 J 1        | 3,0             | 20 595 480          | 602,7 (r)                            | 2016              | Sheppard                                                                        | Retrógrado irregular (Ananke)                 | [ 22 ]                    | Júpiter  |
|                           | LV      | S/2003 J 18       | 1,0             | 20 426 000          | 596,58 (r)                           | 2003              | Gladman, Sheppard, Jewitt, Kleyna, Kavelaars, Petit, Allen                      | Retrógrado irregular (Ananke)                 | [ 3 ] [ 4 ]               | Júpiter  |
|                           | LVI     | S/2011 J 2        | 0,5             | 23 329 710          | 726,8 (r)                            | 2011              | Sheppard                                                                        | Retrógrado irregular (Pasife?)                | [ 22 ]                    | Júpiter  |
|                           | LVII    | S/2003 J 5        | 2,0             | 23 498 000          | 738,74 (r)                           | 2003              | Sheppard, Jewitt, Kleyna, Fernández, Hsieh                                      | Retrógrado irregular (Carme)                  | [ 3 ] [ 4 ]               | Júpiter  |
|                           | LVIII   | S/2003 J 15       | 1,0             | 22 630 000          | 689,77 (r)                           | 2003              | Sheppard, Jewitt, Kleyna, Fernández                                             | Retrógrado irregular (Ananke?)                | [ 3 ] [ 4 ]               | Júpiter  |
|                           | LIX     | S/2017 J 1        | 2,0             | 23 483 978          | 734,2 (r)                            | 2017              | Sheppard                                                                        | Retrógrado irregular (Pasife)                 | [ 22 ]                    | Júpiter  |
|                           | LX      | S/2003 J 3        | 1,0             | 20 224 000          | 583,88 (r)                           | 2003              | Sheppard, Jewitt, Kleyna, Fernández, Hsieh                                      | Retrógrado irregular (Ananke)                 | [ 3 ] [ 4 ]               | Júpiter  |
|                           | —       | S/2003 J 2        | 1,0             | 28 455 000          | 981,55 (r)                           | 2003              | Sheppard, Jewitt, Kleyna, Fernández, Hsieh                                      | Retrógrado irregular                          | [ 3 ] [ 4 ]               | Júpiter  |
|                           | —       | S/2003 J 4        | 1,0             | 23 933 000          | 755,26 (r)                           | 2003              | Sheppard, Jewitt, Kleyna, Fernández, Hsieh                                      | Retrógrado irregular (Pasife)                 | [ 3 ] [ 4 ]               | Júpiter  |
|                           | —       | S/2003 J 9        | 0,5             | 23 388 000          | 733,30 (r)                           | 2003              | Sheppard, Jewitt, Kleyna, Fernández                                             | Retrógrado irregular (Carme)                  | [ 3 ] [ 4 ]               | Júpiter  |
|                           | —       | S/2003 J 10       | 1,0             | 23 044 000          | 716,25 (r)                           | 2003              | Sheppard, Jewitt, Kleyna, Fernández                                             | Retrógrado irregular (Pasife?)                | [ 3 ] [ 4 ]               | Júpiter  |
|                           | —       | S/2003 J 12       | 0,5             | 17 833 000          | 489,72 (r)                           | 2003              | Sheppard, Jewitt, Kleyna, Fernández                                             | Retrógrado irregular (Ananke)                 | [ 3 ] [ 4 ]               | Júpiter  |
|                           | —       | S/2003 J 16       | 1,0             | 20 956 000          | 616,33 (r)                           | 2003              | Gladman, Sheppard, Jewitt, Kleyna, Kavelaars, Petit, Allen                      | Retrógrado irregular (Ananke)                 | [ 3 ] [ 4 ]               | Júpiter  |
|                           | —       | S/2003 J 19       | 1,0             | 23 535 000          | 740,43 (r)                           | 2003              | Gladman, Sheppard, Jewitt, Kleyna, Kavelaars, Petit, Allen                      | Retrógrado irregular (Carme)                  | [ 3 ] [ 4 ]               | Júpiter  |
|                           | —       | S/2003 J 23       | 1,0             | 23 566 000          | 732,45 (r)                           | 2004              | Sheppard, Jewitt, Kleyna, Fernández                                             | Retrógrado irregular (Pasife)                 | [ 3 ] [ 4 ]               | Júpiter  |
|                           | —       | S/2011 J 1        | 0,5             | 20 155 290          | 580,7 (r)                            | 2011              | Sheppard                                                                        | Retrógrado irregular                          | [ 22 ]                    | Júpiter  |
|                           | —       | S/2016 J 2        | 0,5             | 18 928 095          | 532,0                                | 2016              | Sheppard                                                                        | Prógrado irregular                            | [ 22 ]                    | Júpiter  |
|                           | —       | S/2017 J 2        | 1,0             | 23 240 957          | 723,8 (r)                            | 2017              | Sheppard                                                                        | Retrógrado irregular (Carme)                  | [ 22 ]                    | Júpiter  |
|                           | —       | S/2017 J 3        | 1,0             | 20 639 315          | 605,8 (r)                            | 2017              | Sheppard                                                                        | Retrógrado irregular (Ananke)                 | [ 22 ]                    | Júpiter  |
|                           | —       | S/2017 J 4        | 1,0             | 11 494 801          | 251,8 (r)                            | 2017              | Sheppard                                                                        | Prógrado irregular (Himalia)                  | [ 22 ]                    | Júpiter  |
|                           | —       | S/2017 J 5        | 1,0             | 23 169 389          | 720,5 (r)                            | 2017              | Sheppard                                                                        | Retrógrado irregular (Carme)                  | [ 22 ]                    | Júpiter  |
|                           | —       | S/2017 J 6        | 1,0             | 22 394 682          | 684,7 (r)                            | 2017              | Sheppard                                                                        | Retrógrado irregular (Pasife)                 | [ 22 ]                    | Júpiter  |
|                           | —       | S/2017 J 7        | 1,0             | 20 571 458          | 602,8 (r)                            | 2017              | Sheppard                                                                        | Retrógrado irregular (Ananke)                 | [ 22 ]                    | Júpiter  |
|                           | —       | S/2017 J 8        | 0,5             | 23 174 446          | 720,7 (r)                            | 2017              | Sheppard                                                                        | Retrógrado irregular (Carme)                  | [ 22 ]                    | Júpiter  |
|                           | —       | S/2017 J 9        | 1,0             | 21 429 955          | 640,9 (r)                            | 2017              | Sheppard                                                                        | Retrógrado irregular (Ananke)                 | [ 22 ]                    | Júpiter  |
|                           | —       | S/2018 J 1        | 1,0             | 11 453 004          | 250,4 (r)                            | 2018              | Sheppard                                                                        | Retrógrado irregular (Himalia)                | [ 22 ]                    | Júpiter  |
|                           | I       | Mimas             | 198,2 ± 0,4     | 185 540             | 0,942                                | 1789              | Herschel                                                                        | Satélite do grupo principal                   | [ 3 ] [ 4 ]               | Saturno  |
|                           | II      | Encélado          | 252,1 ± 0,1     | 238 040             | 1,370                                | 1789              | Herschel                                                                        | Satélite do grupo principal                   | [ 3 ] [ 4 ]               | Saturno  |
|                           | III     | Tétis             | 536,3 ± 1,5     | 294 670             | 1,888                                | 1684              | Cassini                                                                         | Satélite do grupo principal (Sidera Lodoicea) | [ 3 ] [ 4 ]               | Saturno  |
|                           | IV      | Dione             | 561,7 ± 0,45    | 377 420             | 2,737                                | 1684              | Cassini                                                                         | Satélite do grupo principal (Sidera Lodoicea) | [ 3 ] [ 4 ]               | Saturno  |
|                           | V       | Reia              | 764,5 ± 1,10    | 527 070             | 4,518                                | 1672              | Cassini                                                                         | Satélite do grupo principal (Sidera Lodoicea) | [ 3 ] [ 4 ]               | Saturno  |
|                           | VI      | Titã              | 2574,73 ± 0,09  | 1 221 870           | 15,95                                | 1655              | Huygens                                                                         | Satélite do grupo principal                   | [ 3 ] [ 4 ]               | Saturno  |
|                           | VII     | Hipérion          | 135,0 ± 4,0     | 1 500 880           | 21,28                                | 1848              | W.Bond, G. Bond, e Lassell                                                      | Satélite do grupo principal                   | [ 3 ] [ 4 ]               | Saturno  |
|                           | VIII    | Jápeto            | 734,5 ± 4,0     | 3 560 840           | 79,33                                | 1671              | Cassini                                                                         | Satélite do grupo principal (Sidera Lodoicea) | [ 3 ] [ 4 ]               | Saturno  |
|                           | IX      | Febe              | 106,6 ± 1,1     | 12 947 780          | 550,31 (r)                           | 1899              | Pickering                                                                       | Retrograde irregular (Nórdico)                | [ 3 ] [ 4 ]               | Saturno  |
|                           | X       | Jano              | 90,4 ± 3,0      | 151 460             | 0,695                                | 1966              | Dollfus; Voyager 1                                                              | Satélite interior (coorbital)                 | [ 3 ] [ 4 ]               | Saturno  |
|                           | XI      | Epimeteu          | 58,3 ± 3,1      | 151 410             | 0,694                                | 1980              | Walker; Voyager 1                                                               | Satélite interior (coorbital)                 | [ 3 ] [ 4 ]               | Saturno  |
|                           | XII     | Helene            | 16 ± 4          | 377 420             | 2,737                                | 1980              | Laques, Lecacheux                                                               | Satélite troiano do grupo principal           | [ 3 ] [ 4 ]               | Saturno  |
|                           | XIII    | Telesto           | 12,4 ± 3        | 294 710             | 1,888                                | 1980              | Smith, Reitsema, Larson, Fountain (Voyager 1)                                   | Satélite troiano do grupo principal           | [ 3 ] [ 4 ]               | Saturno  |
|                           | XIV     | Calipso           | 9,5 ± 1,5       | 294 710             | 1,888                                | 1980              | Pascu, Seidelmann, Baum, Currie                                                 | Satélite troiano do grupo principal           | [ 3 ] [ 4 ]               | Saturno  |
|                           | XV      | Atlas             | 15,3 ± 1,2      | 137 670             | 0,602                                | 1980              | Terrile (Voyager 1)                                                             | Satélite interior (pastor)                    | [ 3 ] [ 4 ]               | Saturno  |
|                           | XVI     | Prometeu          | 46,8 ± 5,6      | 139 380             | 0,613                                | 1980              | Collins (Voyager 1)                                                             | Satélite interior (pastor)                    | [ 3 ] [ 4 ]               | Saturno  |
|                           | XVII    | Pandora           | 40,6 ± 4,5      | 141 720             | 0,629                                | 1980              | Collins (Voyager 1)                                                             | Satélite interior (pastor)                    | [ 3 ] [ 4 ]               | Saturno  |
|                           | XVIII   | Pã                | 12,4            | 133 580             | 0,575                                | 1990              | Showalter (Voyager 2)                                                           | Satélite interior (pastor)                    | [ 3 ] [ 4 ]               | Saturno  |
|                           | XIX     | Ymir              | 9               | 23 040 000          | 1 315,14 (r)                         | 2000              | Gladman                                                                         | Retrograde irregular (Nórdico)                | [ 3 ] [ 4 ]               | Saturno  |
|                           | XX      | Paaliaq           | 11              | 15 200 000          | 686,95                               | 2000              | Gladman                                                                         | Prógrado irregular (Inuíte)                   | [ 3 ] [ 4 ]               | Saturno  |
|                           | XXI     | Tarvos            | 7,5             | 17 983 000          | 926,23                               | 2000              | Gladman, Kavelaars                                                              | Prógrado irregular (Gaulês)                   | [ 3 ] [ 4 ]               | Saturno  |
|                           | XXII    | Ijiraq            | 6               | 11 124 000          | 451,42                               | 2000              | Gladman, Kavelaars                                                              | Prógrado irregular (Inuíte)                   | [ 3 ] [ 4 ]               | Saturno  |
|                           | XXIII   | Suttungr          | 3,5             | 19 459 000          | 1 016,67 (r)                         | 2000              | Gladman, Kavelaars                                                              | Retrograde irregular (Nórdico)                | [ 3 ] [ 4 ]               | Saturno  |
|                           | XXIV    | Kiviuq            | 8               | 11 110 000          | 449,22                               | 2000              | Gladman                                                                         | Prógrado irregular (Inuíte)                   | [ 3 ] [ 4 ]               | Saturno  |
|                           | XXV     | Mundilfari        | 3,5             | 18 628 000          | 952,77 (r)                           | 2000              | Gladman, Kavelaars                                                              | Retrograde irregular (Nórdico)                | [ 3 ] [ 4 ]               | Saturno  |
|                           | XXVI    | Albiorix          | 16              | 16 182 000          | 783,45                               | 2000              | Holman, Spahr                                                                   | Prógrado irregular (Gaulês)                   | [ 3 ] [ 4 ]               | Saturno  |
|                           | XXVII   | Skathi            | 4               | 15 540 000          | 728,20 (r)                           | 2000              | Gladman, Kavelaars                                                              | Retrograde irregular (Nórdico)                | [ 3 ] [ 4 ]               | Saturno  |
|                           | XXVIII  | Erriapo           | 5               | 17 343 000          | 871,19                               | 2000              | Gladman, Kavelaars                                                              | Prógrado irregular (Gaulês)                   | [ 3 ] [ 4 ]               | Saturno  |
|                           | XXIX    | Siarnaq           | 20              | 17 531 000          | 895,53                               | 2000              | Gladman, Kavelaars                                                              | Prógrado irregular (Inuíte)                   | [ 3 ] [ 4 ]               | Saturno  |
|                           | XXX     | Thrymr            | 3,5             | 20 314 000          | 1 094,11 (r)                         | 2000              | Gladman, Kavelaars                                                              | Retrograde irregular (Nórdico)                | [ 3 ] [ 4 ]               | Saturno  |
|                           | XXXI    | Narvi             | 3,5             | 19 007 000          | 1 003,86 (r)                         | 2003              | Sheppard, Jewitt, Kleyna                                                        | Retrograde irregular (Nórdico)                | [ 3 ] [ 4 ]               | Saturno  |
|                           | XXXII   | Methone           | 1,45            | 194 440             | 1,010                                | 2004              | Porco, Charnoz, Brahic, Dones (Cassin-Huygens)                                  | Satélite Alcionide                            | [ 3 ] [ 4 ]               | Saturno  |
|                           | XXXIII  | Palene            | 2,22            | 212 280             | 1,154                                | 2004              | Gordon, Murray, Beurle, et al. (Cassin-Huygens)                                 | Satélite Alcionide                            | [ 3 ] [ 4 ]               | Saturno  |
|                           | XXXIV   | Polideuces        | 1,25            | 377 200             | 2,737                                | 2004              | Porco et al. (Cassin-Huygens)                                                   | Satélite troiano do grupo principal           | [ 4 ]                     | Saturno  |
|                           | XXXV    | Dafne             | 3–4             | 136 500             | 0,594                                | 2005              | Porco et al. (Cassin-Huygens)                                                   | Satélite interior (pastor)                    | [ 4 ]                     | Saturno  |
|                           | XXXVI   | Aegir             | 3               | 20 751 000          | 1 117,52 (r)                         | 2004              | Sheppard, Jewitt, Kleyna, Marsden                                               | Retrograde irregular (Nórdico)                | [ 3 ] [ 4 ]               | Saturno  |
|                           | XXXVII  | Bebhionn          | 3               | 17 119 000          | 834,84                               | 2004              | Sheppard, Jewitt, Kleyna, Marsden                                               | Prógrado irregular (Gaulês)                   | [ 3 ] [ 4 ]               | Saturno  |
|                           | XXXVIII | Bergelmir         | 3               | 19 336 000          | 1 005,74 (r)                         | 2004              | Sheppard, Jewitt, Kleyna, Marsden                                               | Retrograde irregular (Nórdico)                | [ 3 ] [ 4 ]               | Saturno  |
|                           | XXXIX   | Bestla            | 3,5             | 20 192 000          | 1 088,72 (r)                         | 2004              | Sheppard, Jewitt, Kleyna, Marsden                                               | Retrograde irregular (Nórdico)                | [ 3 ] [ 4 ]               | Saturno  |
|                           | XL      | Farbauti          | 2,5             | 20 377 000          | 1 085,55 (r)                         | 2004              | Sheppard, Jewitt, Kleyna, Marsden                                               | Retrograde irregular (Nórdico)                | [ 3 ] [ 4 ]               | Saturno  |
|                           | XLI     | Fenrir            | 2               | 22 454 000          | 1 260,35 (r)                         | 2004              | Sheppard, Jewitt, Kleyna, Marsden                                               | Retrograde irregular (Nórdico)                | [ 3 ] [ 4 ]               | Saturno  |
|                           | XLII    | Fornjot           | 3               | 25 146 000          | 1 494,2 (r)                          | 2004              | Sheppard, Jewitt, Kleyna, Marsden                                               | Retrograde irregular (Nórdico)                | [ 3 ] [ 4 ]               | Saturno  |
|                           | XLIII   | Hati              | 3               | 19 846 000          | 1 038,61 (r)                         | 2004              | Sheppard, Jewitt, Kleyna, Marsden                                               | Retrograde irregular (Nórdico)                | [ 3 ] [ 4 ]               | Saturno  |
|                           | XLIV    | Hyrrokkin         | 4               | 18 437 000          | 931,86 (r)                           | 2006              | Sheppard, Jewitt, Kleyna                                                        | Retrograde irregular (Nórdico)                | [ 4 ]                     | Saturno  |
|                           | XLV     | Kari              | 3,5             | 22 089 000          | 1 230,97 (r)                         | 2006              | Sheppard, Jewitt, Kleyna                                                        | Retrograde irregular (Nórdico)                | [ 4 ]                     | Saturno  |
|                           | XLVI    | Loge              | 3               | 23 058 000          | 1 311,36 (r)                         | 2006              | Sheppard, Jewitt, Kleyna                                                        | Retrograde irregular (Nórdico)                | [ 4 ]                     | Saturno  |
|                           | XLVII   | Skoll             | 3               | 17 665 000          | 878,29 (r)                           | 2006              | Sheppard, Jewitt, Kleyna                                                        | Retrograde irregular (Nórdico)                | [ 4 ]                     | Saturno  |
|                           | XLVIII  | Surtur            | 3               | 22 704 000          | 1 297,36 (r)                         | 2006              | Sheppard, Jewitt, Kleyna                                                        | Retrograde irregular (Nórdico)                | [ 4 ]                     | Saturno  |
|                           | XLIX    | Anthe             | 1               | 197 700             | 1,0365                               | 2007              | Porco et al. (Cassin-Huygens)                                                   | Satélite Alcionide                            | [ 23 ]                    | Saturno  |
|                           | L       | Jarnsaxa          | 3               | 18 811 000          | 964,74 (r)                           | 2006              | Sheppard, Jewitt, Kleyna                                                        | Retrograde irregular (Nórdico)                | [ 4 ]                     | Saturno  |
|                           | LI      | Greip             | 3               | 18 206 000          | 921,19 (r)                           | 2006              | Sheppard, Jewitt, Kleyna                                                        | Retrograde irregular (Nórdico)                | [ 4 ]                     | Saturno  |
|                           | LII     | Tarqeq            | 3,5             | 18 009 000          | 887,48                               | 2007              | Sheppard, Jewitt, Kleyna                                                        | Prógrado irregular (Inuíte)                   | [ 4 ]                     | Saturno  |
|                           | LIII    | Aegaeon           | 0,33            | 167 500             | 0,808                                | 2008              | Cassini Imaging Science Team Cassin-Huygens                                     | Satélite menor do anel G                      | [ 24 ]                    | Saturno  |
|                           | —       | S/2004 S 7        | 3               | 20 999 000          | 1 140,24 (r)                         | 2004              | Sheppard, Jewitt, Kleyna, Marsden                                               | Retrograde irregular (Nórdico)                | [ 3 ] [ 4 ]               | Saturno  |
|                           | —       | S/2004 S 12       | 2,5             | 19 878 000          | 1 046,19 (r)                         | 2004              | Sheppard, Jewitt, Kleyna, Marsden                                               | Retrograde irregular (Nórdico)                | [ 3 ] [ 4 ]               | Saturno  |
|                           | —       | S/2004 S 13       | 3               | 18 404 000          | 933,48 (r)                           | 2004              | Sheppard, Jewitt, Kleyna, Marsden                                               | Retrograde irregular (Nórdico)                | [ 3 ] [ 4 ]               | Saturno  |
|                           | —       | S/2004 S 17       | 2               | 19 447 000          | 1 014,70 (r)                         | 2004              | Sheppard, Jewitt, Kleyna, Marsden                                               | Retrograde irregular (Nórdico)                | [ 3 ] [ 4 ]               | Saturno  |
|                           | —       | S/2006 S 1        | 3               | 18 790 000          | 963,37 (r)                           | 2006              | Sheppard, Jewitt, Kleyna                                                        | Retrograde irregular (Nórdico)                | [ 4 ]                     | Saturno  |
|                           | —       | S/2006 S 3        | 3               | 22 096 000          | 1 227,21 (r)                         | 2006              | Sheppard, Jewitt, Kleyna                                                        | Retrograde irregular (Nórdico)                | [ 4 ]                     | Saturno  |
|                           | —       | S/2007 S 2        | 3               | 16 725 000          | 808,08 (r)                           | 2007              | Sheppard, Jewitt, Kleyna                                                        | Retrograde irregular (Nórdico)                | [ 4 ]                     | Saturno  |
|                           | —       | S/2007 S 3        | 3               | 18 975 000          | 977,8 (r)                            | 2007              | Sheppard, Jewitt, Kleyna                                                        | Retrograde irregular (Nórdico)                | [ 4 ]                     | Saturno  |
|                           | —       | S/2009 S 1        | 0,15            | 117 000             | 0,471                                | 2009              | Cassini Imaging Science Team Cassin-Huygens                                     | Satélite monor do anel B                      | [ 25 ]                    | Saturno  |
|                           | I       | Ariel             | 578,9 ± 0,6     | 190 900             | 2,520                                | 1851              | Lassell                                                                         | Satélite do grupo principal                   | [ 3 ] [ 4 ]               | Urano    |
|                           | II      | Umbriel           | 584,7 ± 2,8     | 266 000             | 4,144                                | 1851              | Lassell                                                                         | Satélite do grupo principal                   | [ 3 ] [ 4 ]               | Urano    |
|                           | III     | Titânia           | 788,9 ± 1,8     | 436 300             | 8,706                                | 1787              | Herschel                                                                        | Satélite do grupo principal                   | [ 3 ] [ 4 ]               | Urano    |
|                           | IV      | Oberon            | 761,4 ± 2,6     | 583 500             | 13,46                                | 1787              | Herschel                                                                        | Satélite do grupo principal                   | [ 3 ] [ 4 ]               | Urano    |
|                           | V       | Miranda           | 235,8 ± 0,7     | 129 900             | 1,413                                | 1948              | Kuiper                                                                          | Satélite do grupo principal                   | [ 3 ] [ 4 ]               | Urano    |
|                           | VI      | Cordélia          | 20,1 ± 3        | 49 800              | 0,335                                | 1986              | Terrile (Voyager 2)                                                             | Satélite interior (pastor)                    | [ 3 ] [ 4 ]               | Urano    |
|                           | VII     | Ofélia            | 21,4 ± 4        | 53 800              | 0,376                                | 1986              | Terrile (Voyager 2)                                                             | Satélite interior (pastor)                    | [ 3 ] [ 4 ]               | Urano    |
|                           | VIII    | Bianca            | 25,7 ± 2        | 59 200              | 0,435                                | 1986              | Smith (Voyager 2)                                                               | Satélite interior                             | [ 3 ] [ 4 ]               | Urano    |
|                           | IX      | Créssida          | 39,8 ± 2        | 61 800              | 0,464                                | 1986              | Synnott (Voyager 2)                                                             | Satélite interior                             | [ 3 ] [ 4 ]               | Urano    |
|                           | X       | Desdêmona         | 32,0 ± 4        | 62 700              | 0,474                                | 1986              | Synnott (Voyager 2)                                                             | Satélite interior                             | [ 3 ] [ 4 ]               | Urano    |
|                           | XI      | Julieta           | 46,8 ± 4        | 64 400              | 0,493                                | 1986              | Synnott (Voyager 2)                                                             | Satélite interior                             | [ 3 ] [ 4 ]               | Urano    |
|                           | XII     | Pórcia            | 67,6 ± 4        | 66 100              | 0,513                                | 1986              | Synnott (Voyager 2)                                                             | Satélite interior                             | [ 3 ] [ 4 ]               | Urano    |
|                           | XIII    | Rosalinda         | 36 ± 6          | 69 900              | 0,558                                | 1986              | Synnott (Voyager 2)                                                             | Satélite interior                             | [ 3 ] [ 4 ]               | Urano    |
|                           | XIV     | Belinda           | 40,3 ± 8        | 75 300              | 0,624                                | 1986              | Synnott (Voyager 2)                                                             | Satélite interior                             | [ 3 ] [ 4 ]               | Urano    |
|                           | XV      | Puck              | 81 ± 2          | 86 000              | 0,762                                | 1985              | Synnott (Voyager 2)                                                             | Satélite interior                             | [ 3 ] [ 4 ]               | Urano    |
|                           | XVI     | Caliban           | 49              | 7 231 000           | 579,73 (r)                           | 1997              | Gladman, Nicholson, Burns, Kavelaars                                            | Retrograde irregular                          | [ 3 ] [ 4 ]               | Urano    |
|                           | XVII    | Sycorax           | 75              | 12 179 000          | 1 288,3 (r)                          | 1997              | Gladman, Nicholson, Burns, Kavelaars                                            | Retrograde irregular                          | [ 3 ] [ 4 ]               | Urano    |
|                           | XVIII   | Prospero          | 15              | 16 256 000          | 1 978,29 (r)                         | 1999              | Gladman, Holman, Kavelaars, Petit, Scholl                                       | Retrograde irregular                          | [ 3 ] [ 4 ]               | Urano    |
|                           | XIX     | Setebos           | 15              | 17 418 000          | 2 225,21 (r)                         | 1999              | Gladman, Holman, Kavelaars, Petit, Scholl                                       | Retrograde irregular                          | [ 3 ] [ 4 ]               | Urano    |
|                           | XX      | Stephano          | 10              | 8 004 000           | 677,36 (r)                           | 1999              | Gladman, Holman, Kavelaars, Petit, Scholl                                       | Retrograde irregular                          | [ 3 ] [ 4 ]               | Urano    |
|                           | XXI     | Trinculo          | 9               | 8 504 000           | 749,24 (r)                           | 2001              | Holman, Kavelaars, Milisavljevic                                                | Retrograde irregular                          | [ 3 ] [ 4 ]               | Urano    |
|                           | XXII    | Francisco         | 11              | 4 276 000           | 266,56 (r)                           | 2001              | Holman, Kavelaars, Milisavljevic, Gladman                                       | Retrograde irregular                          | [ 3 ] [ 4 ]               | Urano    |
|                           | XXIII   | Margaret          | 10              | 14 345 000          | 1 687,01                             | 2003              | Sheppard, Jewitt                                                                | Prógrado irregular                            | [ 3 ] [ 4 ]               | Urano    |
| style="background:black;" | XXIV    | Ferdinand         | 10              | 20 901 000          | 2 887,21 (r)                         | 2001              | Holman, Kavelaars, Milisavljevic, et al.                                        | Retrograde irregular                          | [ 3 ] [ 4 ]               | Urano    |
|                           | XXV     | Perdita           | 13              | 76 417              | 0,638                                | 1986              | Karkoschka (Voyager 2)                                                          | Satélite interior                             | [ 4 ]                     | Urano    |
|                           | XXVI    | Mab               | 12              | 97 736              | 0,923                                | 2003              | Showalter, Lissauer                                                             | Satélite interior                             | [ 4 ]                     | Urano    |
|                           | XXVII   | Cupido            | 5               | 74 392              | 0,613                                | 2003              | Showalter, Lissauer                                                             | Satélite interior                             | [ 4 ]                     | Urano    |
|                           | I       | Tritão            | 1353,4 ± 0,9    | 354 800             | 5,877 (r)                            | 1846              | Lassell                                                                         | Retrograde irregular                          | [ 3 ] [ 4 ]               | Netuno   |
|                           | II      | Nereida           | 170 ± 25        | 5 513 400           | 360,14                               | 1949              | Kuiper                                                                          | Prógrado irregular                            | [ 3 ] [ 4 ]               | Netuno   |
|                           | III     | Náiade            | 33 ± 3          | 48 227              | 0,294                                | 1989              | Terrile (Voyager 2)                                                             | Satélite interior                             | [ 3 ] [ 4 ]               | Netuno   |
|                           | IV      | Talassa           | 41 ± 3          | 50 075              | 0,311                                | 1989              | Terrile (Voyager 2)                                                             | Satélite interior                             | [ 3 ] [ 4 ]               | Netuno   |
|                           | V       | Despina           | 75 ± 3          | 52 526              | 0,335                                | 1989              | Synnott (Voyager 2)                                                             | Satélite interior                             | [ 3 ] [ 4 ]               | Netuno   |
|                           | VI      | Galateia          | 88 ± 4          | 61 953              | 0,429                                | 1989              | Synnott (Voyager 2)                                                             | Satélite interior                             | [ 3 ] [ 4 ]               | Netuno   |
|                           | VII     | Larissa           | 97 ± 3          | 73 548              | 0,555                                | 1989              | Reitsema, Hubbard, Lebofsky, Tholen (Voyager 2)                                 | Satélite interior                             | [ 3 ] [ 4 ]               | Netuno   |
|                           | VIII    | Proteu            | 210 ± 7         | 117 647             | 1,122                                | 1989              | Synnott (Voyager 2)                                                             | Satélite interior                             | [ 3 ] [ 4 ]               | Netuno   |
|                           | IX      | Halimede          | 31              | 15 728 000          | 1 879,71 (r)                         | 2002              | Holman, Kavelaars, Grav, Fraser, Milisavljevic                                  | Retrograde irregular                          | [ 3 ] [ 4 ]               | Netuno   |
|                           | X       | Psámata           | 20              | 46 695 000          | 9 115,91 (r)                         | 2003              | Jewitt, Kleyna, Sheppard, Holman, Kavelaars                                     | Retrograde irregular                          | [ 3 ] [ 4 ]               | Netuno   |
|                           | XI      | Sao               | 22              | 22 422 000          | 2 914,07                             | 2002              | Holman, Kavelaars, Grav, Fraser, Milisavljevic                                  | Prógrado irregular                            | [ 3 ] [ 4 ]               | Netuno   |
|                           | XII     | Laomedeia         | 21              | 23 571 000          | 3 167,85                             | 2002              | Holman, Kavelaars, Grav, Fraser, Milisavljevic                                  | Prógrado irregular                            | [ 3 ] [ 4 ]               | Netuno   |
|                           | XIII    | Neso              | 30              | 48 387 000          | 9 373,99 (r)                         | 2002              | Holman, Kavelaars, Grav, Fraser, Milisavljevic                                  | Retrograde irregular                          | [ 3 ] [ 4 ]               | Netuno   |
|                           | —       | S/2004 N 1        | 8–10            | 105 283             | 0,9362                               | 2013              | Showalter et al.                                                                | Satélite interior                             | [ 26 ]                    | Netuno   |
|                           | I       | Caronte           | 603,6 ± 1,4     | 17 536              | 6,387                                | 1978              | Christy                                                                         |                                               | [ 3 ] [ 4 ]               | Plutão   |
|                           | II      | Nix               | 23              | 48 708              | 24,86                                | 2005              | Weaver, Stern, Buie, et al.                                                     |                                               | [ 4 ]                     | Plutão   |
|                           | III     | Hidra             | 30,5            | 64 749              | 38,20                                | 2005              | Weaver, Stern, Buie, et al.                                                     |                                               | [ 4 ]                     | Plutão   |
|                           | IV      | Cérbero           | 14,0            | 59 000              | 32,1                                 | 2011              | Showalter (Hubble)                                                              |                                               | [ 27 ] [ 28 ] [ 3 ]       | Plutão   |
|                           | V       | Estige            | 10              | 42 000 ± 2 000      | 20,2 ± 0,1                           | 2012              | Showalter (Hubble)                                                              |                                               | [ 29 ] [ 3 ]              | Plutão   |
|                           | I       | Hiʻiaka           | 195             | 49 500 ± 400        | 49,12 ± 0,03                         | 2005              | Brown et al.                                                                    |                                               | [ 30 ] [ 31 ]             | Haumea   |
|                           | II      | Namaka            | 100             | 39 000 (r)          | 34,7 ± 0,1 if e = 0                  | 2005              | Brown et al.                                                                    |                                               | [ 30 ] [ 31 ]             | Haumea   |
|                           | —       | S/2015 (136472) 1 | ~80             |                     |                                      | 2016              | Parker et al.                                                                   |                                               | [ 32 ]                    | Makemake |
|                           | I       | Disnomia          | 342             | 37 370 ± 150        | 15,774 ± 0,002                       | 2005              | Brown, Rabinowitz, Trujillo et al.                                              | Satélite SDO                                  | [ 34 ] [ 35 ] [ 36 ]      | Éris     |